# Kochosa tasmaniensis
Espèce
Kochosa tasmaniensis est une espèce d'araignées aranéomorphes de la famille des Lycosidae.

## Distribution
Cette espèce est endémique de Tasmanie en Australie. Elle se rencontre vers Eddystone Point, North Scottsdale et Waterhouse Point.

## Description
Le mâle holotype mesure 4,72 mm et la femelle paratype 5,91 mm, les mâles mesurent de 3,92 à 5,40 mm.

## Systématique et taxinomie
Cette espèce a été décrite Framenau, Castanheira et Yoo en 2023.

## Étymologie
Son nom d'espèce, composé de tasmani[a] et du suffixe latin -ensis, « qui vit dans, qui habite », lui a été donné en référence au lieu de sa découverte, la Tasmanie.

## Publication originale
- Framenau, Castanheira & Yoo, 2023 : « The artoriine wolf spiders of Australia: the new genus Kochosa and a key to genera (Araneae: Lycosidae). » Zootaxa, no 5239(3), p. 301-357.